# Sa'arri
Sa'arri, Sa'arru, Seir o Zair fou una ciutat d'Aràbia occidental, segurament entre Moab i Edom. La zona pertanyia als edomites que en van expulsar els horites, però a la meitat del segle vii aC va passar a Aribi en el moment expansiu d'aquest regne, efímera ja que Assíria, que exercia el protectorat sobre Edom, devia recuperar la zona tot i que directament no s'esmenta. A la Bíblia s'esmenta a Sa'arri, amb el nom de Seir,. Estaria a la comarca del mont Seir (llatí Mons Seir), al sud de la mar Morta i de vegades el seu nom fou sinònim de tot l'Edom (Terra de Seir, grec Σηεὶρ).